# Conan il gioco di ruolo
Conan il gioco di ruolo (Conan the Roleplaying Game) è un gioco di ruolo fantasy di Ian Sturrock, pubblicato nel 2004 dalla Mongoose Publishing. L'edizione italiana è stata pubblicata da Stratelibri e Wyrd Edizioni nel 2006 ed è basata sulla prima edizione.

## Ambientazione
Il gioco è ambientato nell'Era hyboriana creata da Robert Ervin Howard per i racconti di  Conan il Barbaro. La fonte primaria dei racconti sono i racconti scritti da Howard, a cui è stato aggiunto anche materiale proveniente da pastiche di altri autori o dai fumetti pubblicati dalla Marvel Comics quando il materiale scritto da Howard era insufficiente a descrivere dei luoghi o popoli in maniera sufficientemente dettagliata.

## Sistema di gioco
Il regolamento è basato su una versione modificata del d20 System

### Personaggi
I punteggi delle caratteristiche dei personaggi giocanti possono essere generati tirando 1d8+10 piuttosto che il classico 4d6 rendendo più probabili valori mediamente maggiori e garantendo che il valore minimo delle caratteristiche sia 11. Come nel d20 System ogni quattro livelli di personaggio si può scegliere una caratteristica da aumentare di +1, ma oltre a questo ogni quattro livelli a partire dal sesto tutte le caratteristiche vengono aumentate di +1.
Anche se i personaggi sono tutti umani, questi si differenziano per la loro etnia, dando la stessa differenziazione offerta dalle razze non umane in altri regolamenti fantasy. Le principali razze umane tra cui scegliere sono:  cimmeri, himeliani, hyboriani, hyrkaniani/turaniani, khitaniani, kushiti/uomini dei Regni Neri Settentrionali, nordheimeriani, pitti, shemiti, uomini delle isole del sud/dei Regni Neri del sud, stigiani, vendhyani, zamoriani e zingariani. Molte di queste razze includono ulteriori varianti razziali, per esempio bossoniani e gunderliani per gli hyboriani. In base alla razza scelta si ottengono una conoscenza base in alcune abilità, la conoscenza di alcuni linguaggi, vari vantaggi e svantaggi. La scelta determina inoltre la classe favorita (nella quale si ottengono talenti bonus avanzando di livello ed eventuali classe proibite, che non possono essere scelte al primo livello, ma a cui si può multiclassare successivamente.
Con l'eccezione dello studioso le classi sono tutte abili combattenti, sia pure con stili di combattimenti diversi. Le classi disponibili sono:
Barbaro (barbarian)Insieme al soldato la classe di combattente più efficace, ma a differenza di questi addestrato anche a combattere da solo.
Guardiaconfini (borderer)simile al ranger del d20 System, un combattente specializzato nei combattimenti in luoghi selvaggi.
Ladro (thief)
Nobile (noble)un combattente più debole del soldato, ma con una serie di bonus sociali e di vantaggi dipendenti dalla patria di origine.
Nomade (nomad)simile al barbaro, rappresenta guerrieri tribali con buone capacità di sopravvivenza nei deserti, vantaggi nel combattimento montato e rapidità nel movimento a piedi.
Pirata (pirate)un guerriero con capacità di marinaio, veloce nel movimento a piedi e con gli attacchi furtivi del ladro.
Soldato (soldat)un guerriero professionista, capace di indossare armature pesanti e che si esprime al meglio combattendo in formazione con altri soldati. Insieme al barbaro il combattente più versatile.
Studioso (scholar)l'unica classe non combattente, ma con la possibilità di imparare incantesimi ed essere uno stregone.
Le abilità sono trattate similmente a quelle del d20 System, con l'eccezione che, per simulare la maggior autosufficienza dei personaggi iconici di questa ambientazione, i punti bonus per intelligenza possono essere spesi anche in abilità non di classe senza aumenti di costo. Questo
Oltre ai talenti normali che migliorano l'efficienza in combattimento ce ne sono altri che servono a rendere le caratteristiche dell'ambientazione, come lo stile di combattimento specializzato di alcuni popoli, la capacità di bere e festeggiare tutta la notte ed essere riposato il giorno dopo o l'immunità alla paura che un mostro di un tipo ucciso in precedenza. Altri talenti servono a personalizzare gli stregoni, o nel caso di Dabbler la capacità di un non stregone di ricorrere alla magia in casi eccezionali.
I personaggi dispongono di un certo numero di punti fato (tre alla creazione), che possono essere spesi per compiere atti particolarmente eroici, salvarsi da una morte certa o comunque alterare le circostanze in favore del proprio personaggio.
L'allineamento viene sostituito da codici di onore, che indicano come comportarsi , e/o alleanze, che indicano certe persone, fazioni o nazioni a cui il personaggio è alleato. La scelta se averne o meno è completamente a discrezione del personaggio.
Un'ulteriore statistica chiamata reputazione simula quanto è noto e riconosciuto un personaggio, questo ha sia effetti positivi (bonus alle prove sociali), sia negativi (penalità ai travestimenti).

### Combattimento
Il combattimento offre maggiori possibilità tattiche rispetto al d20 System standard. Le armature non rendono più difficili essere colpiti ma piuttosto riducono il danno subito quando si viene colpiti. La classe armatura è sostituita da un valore in parare (parry) e uno di schivare (dodge) il cui valore dipende dalla classe e dal livello del personaggio, quando viene attaccato un personaggio userà per difendersi uno o l'altro valore, se tenta una parata sommerà inoltre il bonus di forza, mentre se tenta di schivare userà il bonus di destrezza.
Ogni arma dotata di punta ha un valore di penetrazione (armor piercing, AP). Se un attacco colpisce e la somma della forza dell'attaccante e dell'AP dell'arma supera il valore di riduzione danni dell'armatura, questo viene dimezzato. In alternativa l'attaccante può fare un attacco di finezza, in questo caso non somma la sua forza all'AP dell'arma, ma se se il suo attacco supera la difesa dell'avversario di un ammontare pari almeno alla resistenza al danno della sua armatura questa viene ignorata completamente.

### Stregoneria
Il sistema magico è brutale, per lanciare incantesimi gli stregoni consumano punti potere, che recupera lentamente riposandosi o molto più velocemente sacrificando una creatura oppure mediante un rituale che deve essere eseguito da molti fedeli. Uno stregone deve scegliere uno stile iniziale di magia (controincantesimi, maledizioni, divinazione, ecc..) che gli permette di conoscere un incantesimo. Salendo di livello apprende altri incantesimi di quello stile e può imparare nuovi stili.  Inizialmente i suoi poteri magici non sono spettacolari, può aspettarsi al massimo di lanciare una maledizione minore su un avversario o evocare un animale che compatta per lui, ma salendo di livello può guadagnare accesso a incantesimi che gli permettono di evocare demoni sempre più potenti, strappare i cuori dal petto o causare piaghe che uccidono migliaia di persone, ma comunque gli incantesimi più potenti richiedono comunque quantità ingenti di punti potere ottenibili solo mediante sacrifici o lunghi rituali.
Ogni personaggio ha un bonus di attacco magico dipendente dalla classe e dal livello, che viene usato quando si lanciano incantesimi (generalmente fissa il livello di difficoltà del tiro salvezza del bersaglio). La tetraggine dell'ambientazione viene modellata dai punti corruzione, che i personaggi rischiano di acquisire ogni volta che interagiscano con demoni o altre forze dell'oscurità in maniera diversa dal combatterli o fuggirli, cioè stringendo patti con demoni, eseguendo stregonerie particolarmente vili, usare artefatti demoniaci, ecc.. Questo viene modellato da un tiro salvezza contro volontà con un malus aggiuntivo man mano che si acquisiscono punti corruzione, simulando la discesa nella corruzione in modo simile a quanto avviene per i tiri sanità in Il richiamo di Cthulhu.
Gli oggetti magici sono in genere limitati a strumenti di divinazione (sfera di cristallo, specchio d'argento) o preparati alchemici. Le armi magiche sono in genere estremamente specifiche Per esempio il bane knife of khosatral khel è un pugnale di ferro meteorico creato per uccidere l'antico stregone Khosatral Khel, se usato contro quest'ultimo avrà diversi potenti effetti protettivi e offensivi, ma se usato contro un altro nemico sarà un pugnale normale, seppure di buona qualità.

## Storia editoriale
Il gioco ha avuto una prima pubblicazione nel 2003 e una seconda nel 2007, entrambe le edizioni sono state supportate da numerosi supplementi geografici, dedicati a classi o moduli di avventure.
Nel 2011 la Mongoose Publishing voleva spostare il sistema di gioco di Conan dal d20Sysem alla loro edizione di  RuneQuest, incontrando però il rifiuto del proprietario della licenza e pertanto ha deciso di chiudere la linea di prodotti.

## Pubblicazioni
Fonti:

### Prima edizione
- Ian Sturrock (2003). Conan the Roleplaying Game Pocket Edition. ISBN 1-904854-63-X
- Ian Sturrock (2004). Conan The Roleplaying Game Atlantean Edition. ISBN 1-904577-69-5
- S. Kalvar (2004). Pirate Isles. ISBN 1-904577-95-4
- Vincent Darlage (2004). The Road of Kings. ISBN 1-904854-02-8
- Vincent Darlage (2004). Across The Thunder River. ISBN 1-904854-25-7
- Vincent Darlage e Ian Sturrock (2004). The Scrolls Of Skelos. ISBN 1-904577-78-4
- J.C. Alvarez (2004). The Coming of Hanuman.
- S. Kalvar (2004). The Free Companies. ISBN 1-904854-34-6
- Nicholas Bergquist (2005). Tales of the Black Kingdoms. ISBN 1-905176-42-2
- Vincent Darlage (2005). Shadizar: City of Wickedness. ISBN 1-904854-44-3
- Greg Lynch (2005). Conan and the Heretics Of Tarantia. ISBN 1-905176-97-X
- Greg Lynch (2005). Conan and the Tower of the Elephant. ISBN 1-905471-35-1
- Greg Lynch (2005). Messantia: City of Riches. ISBN 1-905176-05-8
- Vincent Darlage (2005). Hyboria's Fiercest. ISBN 1-904854-80-X
- V. Darlage (2005). Aquilonia: Flower of the West. ISBN 1-904854-69-9
- Vincent Darlage e Chris Quilliams (2005). Hyboria's Finest. ISBN 1-905176-17-1
- (2005) Conan Game Master's Screen. ISBN 1-904854-93-1
- Vincent Darlage (2006). Ruins of Hyboria. ISBN 1-905471-50-5
- Bryan Steele (2006). Conan and the Lurking Terror of Nahab. ISBN 1-905471-01-7
- Vincent Darlage (2006). Stygia: Serpent of the South. ISBN 1-905471-24-6
- Vincent Darlage (2006). Conan: Faith and Fervour. ISBN 1-905471-30-0
- Vincent Darlage (2006). Hyboria's Fallen. ISBN 1-905176-25-2
- Vincent Darlage (2006). Tito's Trading Post. ISBN 1-905471-15-7
- Jason Durall (2006). Conan and the Shadow of the Sorcerer. ISBN 1-905176-28-7
- Vincent Darlage (2006). Shem: Gateway to the South. ISBN 1-905471-85-8
- Gareth Hanrahan (2006). Conan and the Reavers of the Vilayet. ISBN 1-905471-84-X
- Richard Ford (2006). The Conan Compendium. ISBN 1-905850-35-2
- Vincent Darlage (2006). Argos and Zingara. ISBN 1-905471-82-3

### Seconda edizione
- Ian Sturrock (2007). Conan The Roleplaying Game Second Edition.
- Vincent Darlage (2007). Return to the Road of Kings. ISBN 978-1-905850-08-2
- Bryan Steele (2008). Trial of Blood. ISBN 978-1-906103-24-8
- Lawrence Whitaker (2008). Cimmeria. ISBN 978-1-906103-58-3
- Bryan Steele (2008). Cities of Hyboria. ISBN 978-1-906103-64-4
- Vincent Darlage e Ian Sturrock (2008). Secrets of Skelos. ISBN 978-1-905850-46-4
- Vincent Darlage (2008). Player's Guide to the Hyborian Age. ISBN 978-1-905850-17-4
- Bryan Steele (2008). Bestiary of the Hyborian Age.
- Gareth Hanrahahn (2008). Betrayer of Asgard. ISBN 978-1-906103-84-2
- Lawrence Whitaker (2008). Khitai. ISBN 978-1-906103-69-9
- Eric K. Rodriguez, Tim Bancroft,  Vincent N. Darlage e Uri Kurlianchik  (2009) . Adventures in the Hyborian Age. ISBN 978-1-905850-52-5
- Bryan Steele (2009). Catacombs of Hyboria. ISBN 978-1-906508-36-4
- Bryan Steele (2009). Warrior's Companion. ISBN 978-1-906508-22-7

### Edizioni italiane
In lingua italiana è stato tradotto il manuale base, lo schermo del master e un paio di moduli
- Conan il gioco di ruolo
- Schermo del Game Master
- La Via del Re
- Le pergamente di Skelos